# Karlsruher Sport-Club Mühlburg-Phönix 1966-1967
Questa voce raccoglie le informazioni riguardanti il Karlsruher Sport-Club Mühlburg-Phönix nelle competizioni ufficiali della stagione 1966-1967.

## Stagione
Nella stagione 1966-1967 il Karlsruhe, allenato da Werner Roth e Paul Frantz, concluse il campionato di Bundesliga al 13º posto. In Coppa di Germania il Karlsruhe fu eliminato agli ottavi di finale dall'Alemannia Aquisgrana.

## Rosa
| N. |                     | Ruolo | Calciatore         |
| -- | ------------------- | ----- | ------------------ |
|    | Germania (bandiera) | P     | Siegfried Kessler  |
|    | Germania (bandiera) | P     | Erich Wolf         |
|    | Germania (bandiera) | D     | Eugen Ehmann       |
|    | Germania (bandiera) | D     | Helmut Kafka       |
|    | Germania (bandiera) | D     | Peter Koßmann      |
|    | Germania (bandiera) | D     | Walter Rauh        |
|    | Germania (bandiera) | D     | Horst Saida        |
|    | Germania (bandiera) | D     | Jürgen Weidlandt   |
|    | Germania (bandiera) | D     | Gustav Witlatschil |
|    | Germania (bandiera) | C     | Wolfgang Böhni     |
|    | Germania (bandiera) | C     | Arthur Dobat       |
|    | Germania (bandiera) | C     | Willi Dürrschnabel |

| N. |                     | Ruolo | Calciatore           |
| -- | ------------------- | ----- | -------------------- |
|    | Germania (bandiera) | C     | Jupp Marx            |
|    | Germania (bandiera) | C     | Jochen Roos          |
|    | Serbia (bandiera)   | C     | Dragoslav Šekularac  |
|    | Germania (bandiera) | C     | Friedhelm Strelczyk  |
|    | Germania (bandiera) | C     | Horst Wild           |
|    | Germania (bandiera) | A     | Horst-Dieter Berking |
|    | Germania (bandiera) | A     | Hans Cieslarczyk     |
|    | Svezia (bandiera)   | A     | Lars Granström       |
|    | Germania (bandiera) | A     | Hans-Peter Lamparth  |
|    | Germania (bandiera) | A     | Christian Müller     |
|    | Germania (bandiera) | A     | Klaus Zaczyk         |

## Organigramma societario
Area tecnica
- Allenatore: Paul Frantz
- Allenatore in seconda:
- Preparatore dei portieri:
- Preparatori atletici:

## Calciomercato

### Sessione estiva
| Acquisti | Acquisti            | Acquisti         | Acquisti |
| R.       | Nome                | da               | Modalità |
| -------- | ------------------- | ---------------- | -------- |
| C        | Wolfgang Böhni      | Karlsruhe U19    |          |
| A        | Lars Granström      | Malmö FF         |          |
| A        | Christian Müller    | Colonia          |          |
| C        | Dragoslav Šekularac | Stella Rossa     |          |
| C        | Friedhelm Strelczyk | Gladbeck 1920/52 |          |
| D        | Jürgen Weidlandt    | St. Pauli        |          |

| Cessioni | Cessioni             | Cessioni          | Cessioni |
| R.       | Nome                 | a                 | Modalità |
| -------- | -------------------- | ----------------- | -------- |
| C        | Heinz Crawatzo       | Opel Rüsselsheim  |          |
| A        | Gerhard Kentschke    | Kaiserslautern    |          |
| A        | Hartmann Madl        | Grenchen          |          |
| P        | Manfred Paul         | Kickers Stoccarda |          |
| A        | Reinhold Wischnowsky | Viktoria Colonia  |          |

## Risultati

### Bundesliga

#### Girone di andata
| Arbitro: | Schulenburg |

|                                     |           |            |
| Reitgassl 2’ Geisert 57’ Rummel 81’ | Marcatori | 47’ Zaczyk |

| Arbitro: | Thier |

|             |           |            |
| Berking 60’ | Marcatori | 38’ Dörfel |

| Arbitro: | Redelfs |

|                                 |           |            |
| Schmidt 28’ Emmerich 54’ (rig.) | Marcatori | 16’ Müller |

| Arbitro: | Seiler |

|            |           |                                                              |
| Müller 69’ | Marcatori | 9’ Rigotti 33’, 82’ Müller 58’ Roth 71’ Brenninger 88’ Nowak |

| Arbitro: | Seekamp |

|            |           |  |
| Schult 57’ | Marcatori |  |

| Karlsruhe 24 settembre 1966, ore 16:00 CET 6ª giornata | Karlsruhe   | 0 – 0 referto | Hannover 96 | Wildparkstadion (20 000 spett.)\| Arbitro: \| Radermacher \| |
| Arbitro:                                               | Radermacher |               |             |                                                              |

| Arbitro: | Weyland |

|                            |           |                      |
| Müller 17’ Zaczyk 29’, 53’ | Marcatori | 63’ Huberts 72’ Solz |

| Arbitro: | Regely |

|                                  |           |                 |
| Heynckes 18’ Rupp 38’ Laumen 45’ | Marcatori | 43’ (rig.) Wild |

| Arbitro: | Lutz |

|  |           |            |
|  | Marcatori | 81’ Simmet |

| Arbitro: | Kreitlein |

|                        |           |                                    |
| Hilpert 17’ Brungs 62’ | Marcatori | 33’ (aut.) Müller 57’ Dürrschnabel |

| Arbitro: | Radermacher |

|                                                     |           |                                         |
| Wild 27’ (rig.) Zaczyk 75’ Šekularac 79’ Müller 83’ | Marcatori | 22’ Zebrowski 44’, 65’ Schütz 69’ Görts |

| Arbitro: | Seiler |

|                            |           |  |
| Küppers 2’, 60’ Bründl 84’ | Marcatori |  |

| Arbitro: | Horstmann |

|            |           |          |
| Müller 87’ | Marcatori | 35’ Löhr |

| Arbitro: | Hennig |

|                                        |           |           |
| Maas 50’ Saborowski 53’, 89’ Ulsaß 68’ | Marcatori | 2’ Zaczyk |

| Arbitro: | Siepe |

|                                            |           |             |
| Dürrschnabel 42’ Müller 56’, 71’ Dobat 83’ | Marcatori | 87’ Seibold |

| Arbitro: | Schulenburg |

|  |           |           |
|  | Marcatori | 27’ Dobat |

| Arbitro: | Herden |

|               |           |  |
| Šekularac 25’ | Marcatori |  |

#### Girone di ritorno
| Arbitro: | Malka |

|                            |           |                             |
| Dobat 28’ Dürrschnabel 53’ | Marcatori | 40’ Kentschke 73’ Reitgassl |

| Arbitro: | Siepe |

|            |           |  |
| Schulz 88’ | Marcatori |  |

| Arbitro: | Seekamp |

|                            |           |  |
| Müller 71’ Wild 89’ (rig.) | Marcatori |  |

| Arbitro: | Baumgärtel |

|                       |           |                            |
| Müller 24’ Werner 43’ | Marcatori | 26’ (rig.) Wild 62’ Müller |

| Arbitro: | Schulenburg |

|                                       |           |                      |
| Wild 44’ (rig.), 71’ (rig.) Dobat 55’ | Marcatori | 15’ Hoffer 80’ Meyer |

| Arbitro: | Eschweiler |

|                        |           |           |
| Rodekamp 43’, 71’, 73’ | Marcatori | 55’ Dobat |

| Arbitro: | Voß |

|                                                    |           |            |
| Solz 3’ Grabowski 7’, 62’ Bechtold 45’ Huberts 57’ | Marcatori | 24’ Müller |

| Arbitro: | Fritz |

|                                            |           |                                    |
| Wild 23’ (rig.) Müller 80’ Cieslarczyk 89’ | Marcatori | 14’ Heynckes 74’ Elfert 81’ Laumen |

| Arbitro: | Ott |

|                                       |           |            |
| Lippens 14’ Littek 52’ Frankowski 80’ | Marcatori | 50’ Müller |

| Arbitro: | Ohmsen |

|  |           |            |
|  | Marcatori | 73’ Strehl |

| Arbitro: | Baumgärtel |

|  |           |                                    |
|  | Marcatori | 40’ Dobat 52’ Müller 69’ Weidlandt |

| Arbitro: | Niemeyer |

|                                                    |           |            |
| Müller 38’ Cieslarczyk 73’ (rig.) Dürrschnabel 78’ | Marcatori | 20’ Rebele |

| Arbitro: | Herden |

|                         |           |                                     |
| Thielen 12’ Overath 59’ | Marcatori | 5’ Weidlandt 21’ (rig.) Cieslarczyk |

| Arbitro: | Radermacher |

|                                  |           |  |
| Cieslarczyk 56’ (rig.), 79’, 87’ | Marcatori |  |

| Arbitro: | Ott |

|               |           |  |
| Weiß 25’, 43’ | Marcatori |  |

| Arbitro: | Spinnler |

|                                 |           |  |
| Cieslarczyk 35’ Müller 72’, 85’ | Marcatori |  |

| Arbitro: | Ohmsen |

|            |           |                                   |
| Neuser 67’ | Marcatori | 20’ Müller 22’ Koßmann 54’ Ehmann |

### Coppa di Germania
| Arbitro: | Picker |

|               |           |                               |
| Koslowski 35’ | Marcatori | 35’ Strelczyk 76’ Cieslarczyk |

| Arbitro: | Herden |

|                                      |           |                          |
| Hoffmann 7’, 25’, 36’ Martinelli 44’ | Marcatori | 60’ Müller 80’ Weidlandt |

## Statistiche

### Statistiche di squadra
| Competizione      | Punti | In casa | In casa | In casa | In casa | In casa | In casa | In trasferta | In trasferta | In trasferta | In trasferta | In trasferta | In trasferta | Totale | Totale | Totale | Totale | Totale | Totale | DR |
| Competizione      | Punti | G       | V       | N       | P       | Gf      | Gs      | G            | V            | N            | P            | Gf           | Gs           | G      | V      | N      | P      | Gf     | Gs     | DR |
| ----------------- | ----- | ------- | ------- | ------- | ------- | ------- | ------- | ------------ | ------------ | ------------ | ------------ | ------------ | ------------ | ------ | ------ | ------ | ------ | ------ | ------ | -- |
| Bundesliga        | 31    | 17      | 8       | 6       | 3       | 34      | 25      | 17           | 3            | 3            | 11           | 20           | 37           | 34     | 11     | 9      | 14     | 54     | 62     | -8 |
| Coppa di Germania | -     | 0       | 0       | 0       | 0       | 0       | 0       | 2            | 1            | 0            | 1            | 4            | 5            | 2      | 1      | 0      | 1      | 4      | 5      | -1 |
| Totale            | 31    | 17      | 8       | 6       | 3       | 34      | 25      | 19           | 4            | 3            | 12           | 24           | 42           | 36     | 12     | 9      | 15     | 58     | 67     | -9 |

### Andamento in campionato
| Giornata  | 1  | 2  | 3  | 4  | 5  | 6  | 7  | 8  | 9  | 10 | 11 | 12 | 13 | 14 | 15 | 16 | 17 | 18 | 19 | 20 | 21 | 22 | 23 | 24 | 25 | 26 | 27 | 28 | 29 | 30 | 31 | 32 | 33 | 34 |
| --------- | -- | -- | -- | -- | -- | -- | -- | -- | -- | -- | -- | -- | -- | -- | -- | -- | -- | -- | -- | -- | -- | -- | -- | -- | -- | -- | -- | -- | -- | -- | -- | -- | -- | -- |
| Luogo     | T  | C  | T  | C  | T  | C  | C  | T  | C  | T  | C  | T  | C  | T  | C  | T  | C  | C  | T  | C  | T  | C  | T  | T  | C  | T  | C  | T  | C  | T  | C  | T  | C  | T  |
| Risultato | P  | N  | P  | P  | P  | N  | V  | P  | P  | N  | N  | P  | N  | P  | V  | V  | V  | N  | P  | V  | N  | V  | P  | P  | N  | P  | P  | V  | V  | N  | V  | P  | V  | V  |
| Posizione | 15 | 15 | 17 | 18 | 18 | 18 | 18 | 18 | 18 | 18 | 18 | 18 | 18 | 18 | 18 | 17 | 18 | 17 | 18 | 16 | 17 | 15 | 17 | 18 | 17 | 18 | 18 | 16 | 16 | 16 | 15 | 16 | 15 | 13 |

Legenda:

Luogo: C = Casa; T = Trasferta. Risultato: V = Vittoria; N = Pareggio; P = Sconfitta.

### Statistiche dei giocatori
| Giocatore       | Bundesliga | Bundesliga | Bundesliga  | Bundesliga | Coppa di Germania | Coppa di Germania | Coppa di Germania | Coppa di Germania | Totale   | Totale | Totale      | Totale     |
| Giocatore       | Presenze   | Reti       | Ammonizioni | Espulsioni | Presenze          | Reti              | Ammonizioni       | Espulsioni        | Presenze | Reti   | Ammonizioni | Espulsioni |
| --------------- | ---------- | ---------- | ----------- | ---------- | ----------------- | ----------------- | ----------------- | ----------------- | -------- | ------ | ----------- | ---------- |
| H. Berking      | 9          | 1          | 0           | 0          | 0                 | 0                 | 0                 | 0                 | 9        | 1      | 0           | 0          |
| W. Böhni        | 1          | 0          | 0           | 0          | 0                 | 0                 | 0                 | 0                 | 1        | 0      | 0           | 0          |
| H. Cieslarczyk  | 14         | 7          | 0           | 0          | 1                 | 1                 | 0                 | 0                 | 15       | 8      | 0           | 0          |
| A. Dobat        | 25         | 6          | 0           | 0          | 2                 | 0                 | 0                 | 0                 | 27       | 6      | 0           | 0          |
| W. Dürrschnabel | 31         | 4          | 0           | 0          | 2                 | 0                 | 0                 | 0                 | 33       | 4      | 0           | 0          |
| E. Ehmann       | 26         | 1          | 0           | 0          | 2                 | 0                 | 0                 | 0                 | 28       | 1      | 0           | 0          |
| L. Granström    | 3          | 0          | 0           | 0          | 0                 | 0                 | 0                 | 0                 | 3        | 0      | 0           | 0          |
| H. Kafka        | 28         | 0          | 0           | 0          | 2                 | 0                 | 0                 | 0                 | 30       | 0      | 0           | 0          |
| S. Kessler      | 33         | 0          | 0           | 0          | 2                 | 0                 | 0                 | 0                 | 35       | 0      | 0           | 0          |
| P. Koßmann      | 9          | 1          | 0           | 0          | 0                 | 0                 | 0                 | 0                 | 9        | 1      | 0           | 0          |
| H. Lamparth     | 0          | 0          | 0           | 0          | 0                 | 0                 | 0                 | 0                 | 0        | 0      | 0           | 0          |
| J. Marx         | 27         | 0          | 0           | 0          | 2                 | 0                 | 0                 | 0                 | 29       | 0      | 0           | 0          |
| C. Müller       | 32         | 17         | 0           | 0          | 1                 | 1                 | 0                 | 0                 | 33       | 18     | 0           | 0          |
| W. Rauh         | 17         | 0          | 0           | 0          | 0                 | 0                 | 0                 | 0                 | 17       | 0      | 0           | 0          |
| J. Roos         | 0          | 0          | 0           | 0          | 0                 | 0                 | 0                 | 0                 | 0        | 0      | 0           | 0          |
| H. Saida        | 2          | 0          | 0           | 0          | 0                 | 0                 | 0                 | 0                 | 2        | 0      | 0           | 0          |
| F. Strelczyk    | 11         | 0          | 0           | 0          | 1                 | 1                 | 0                 | 0                 | 12       | 1      | 0           | 0          |
| J. Weidlandt    | 29         | 2          | 0           | 0          | 2                 | 1                 | 0                 | 0                 | 31       | 3      | 0           | 0          |
| H. Wild         | 26         | 7          | 0           | 0          | 2                 | 0                 | 0                 | 0                 | 28       | 7      | 0           | 0          |
| G. Witlatschil  | 0          | 0          | 0           | 0          | 0                 | 0                 | 0                 | 0                 | 0        | 0      | 0           | 0          |
| E. Wolf         | 1          | 0          | 0           | 0          | 0                 | 0                 | 0                 | 0                 | 1        | 0      | 0           | 0          |
| K. Zaczyk       | 33         | 5          | 0           | 0          | 2                 | 0                 | 0                 | 0                 | 35       | 5      | 0           | 0          |
| D. Šekularac    | 17         | 2          | 0           | 0          | 1                 | 0                 | 0                 | 0                 | 18       | 2      | 0           | 0          |